# Crotonia chiloensis
Crotonia chiloensis är en kvalsterart som beskrevs av Wallwork 1977. Crotonia chiloensis ingår i släktet Crotonia och familjen Crotoniidae. Inga underarter finns listade i Catalogue of Life.